# مارتون آدویان
مارتون پایلاکی آدویان (ارمنی: Մարտուն Փայլակի Ադոյան؛ زاده ۱۷ سپتامبر ۱۹۵۵ - درگذشته ۲۸ آوریل ۲۰۲۰) تهیه‌‌کننده فیلم  و چهره فرهنگی اهل ارمنستان بود.

## زندگی‌نامه
وی در ۱۷ سپتامبر ۱۹۵۵ در اوجان در به دنیا آمد و از دانشگاه دولتی اقتصاد ارمنستان فارغ‌التحصیل گشت. وی عضو اتحادیه فیلمبرداران ارمنستان بود. وی همچنین برنده جوایزی همچون مدال طلای وزارت فرهنگ جمهوری ارمنستان و جایزه رئیس‌جمهور جمهوری ارمنستان (جایزه پوغوسیان) شد. وی در ۲۸ آوریل ۲۰۲۰ در سن ۶۴ سالگی در ایروان درگذشت.